# Willi Drost
Willi Ludwig Otto Drost (* 10. September 1892 in Danzig; † 1964 in Tübingen) war ein deutscher Kunsthistoriker und Hochschullehrer.

## Leben
Willi Drost entstammte einer bis 1946 über mehrere Generationen in Danzig ansässigen Kaufmannsfamilie. Von 1901 bis 1908 besuchte er das Humanistische Gymnasium in Danzig und erhielt 1913 auf dem Fürstlichen Gymnasium in Schleiz das Reifezeugnis. Von 1911 bis 1912 und zwischen 1914 und 1915 war Drost am Leipziger Konservatorium eingeschrieben und erhielt dort Unterricht von Adolf Ruthardt (Klavier), Stephan Krehl (Theorie) und Karl Martienssen (Klavier). Im Jahre 1914 begann er an der Universität Leipzig das Studium der Kunstgeschichte, der Philosophie und Philologie. Nach dem Kriegsdienst von 1916 bis 1918 promovierte er 1919 bei August Schmarsow in Leipzig. 

## Wissenschaftlicher Werdegang

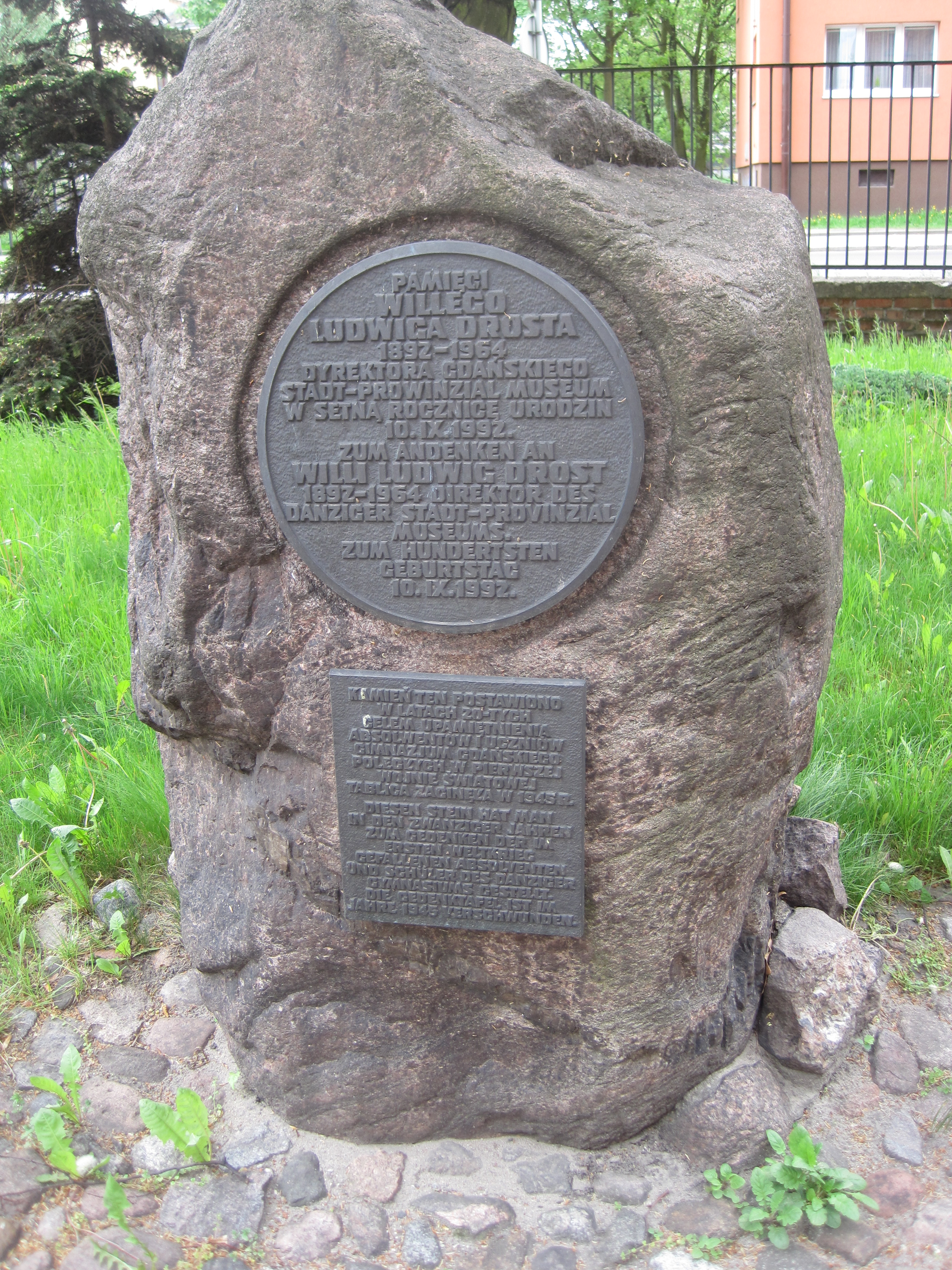
Gedenkstein zu Drosts 100. Geburtstag am Nationalmuseum in Danzig

Nach einem ergänzenden Studium in Marburg (Germanistik und Französisch) legte Drost das Staatsexamen ab und war von 1922 bis 1923 Assistent am Forschungsinstitut für Kunstgeschichte der Universität Leipzig. In den beiden folgenden Jahren wirkte er als Assistent am Kunstgeschichtlichen Institut der Universität Köln. In der Zeit bis 1930, in der er als Privatdozent dem Lehrkörper der Universität Königsberg angehörte, verbrachte er ein Studienjahr in Rom und war dort von der Bibliotheca Hertziana mit Vorlesungen beauftragt. 1930 ging er als Privatdozent zur Technischen Hochschule Danzig und war beamteter Kustos am Stadtmuseum und Staatlichen Kunstgewerbemuseum in der Danziger Fleischergasse, dessen Direktor er 1937 wurde. 1932 wurde er zum außerordentlichen und 1939 zum ordentlichen Professor der Technischen Hochschule ernannt. Zum 1. Mai 1938 trat er der NSDAP bei. Nach der Ausweisung aus Danzig 1946 erhielt er einen Forschungsauftrag an der Universität Hamburg und wurde im folgenden Jahre mit einem Lehrauftrag der Universität Tübingen betraut, an der er 1951 zum Honorarprofessor bestellt wurde.

## Werke
Die wichtigsten Schriften mit Danziger Hintergrund, die Drost verfasste, sind:
- Danziger Malerei vom Mittelalter bis zum Ende des Barock ein Beitrag zur Begründung der Strukturforschung in der Kunstgeschichte, Verlag für Kunstwissenschaft 1938
- Kunstschaffen im deutschen Danzig
- Das jüngste Gericht des Hans Memling in der Marienkirche zu Danzig, Verlag A. Schroll 1941
- Die Danziger Gemäldegalerie
- Danziger Malerei vom Mittelalter bis zum Ende des Barock ein Beitrag zur Begründung der Strukturforschung in der Kunstgeschichte, Verlag für Kunstwissenschaft 1938

und nach 1946: 
- Die Danziger Marienkirche
- Ornamente aus Danziger Kirchen, Verlag Günther 1950
- Danzig, ein Kulturzentrum im deutschen Osten

und schließlich seine großen Werke in der Sammlung 
- Kunstdenkmäler der Stadt Danzig: St. Trinitatis. St. Peter und Paul. St. Bartholomäi. St. Barbara. St. Elisabeth. Hl. Geist. Engl. Kapelle. St. Brigitten, gemeinsam mit Gregor Brutzer, Verlag W. Kohlhammer 1957

Von den anderen wissenschaftlichen Veröffentlichungen von Drost sind seine grundlegende Arbeit über
- Die Barockmalerei in den germanischen Ländern, erschienen 1926 im Handbuch der Kunstwissenschaft von Burger-Brinckmann,

sowie 
- Der Danziger Maler Salomon Adler, erschienen 1943 und 1953 besonders zu erwähnen.

Außerdem sein wichtigstes Werk:
- Adam Elsheimer und sein Kreis, 1933, (Akademische Verlagsgesellschaft Athenaion M.B. H., Potsdam).

## Schriften
- Die Lehre vom Rhythmus in der heutigen Ästhetik der bildenden Künste. Gautzsch, Leipzig 1919 (Philologische Dissertation, Universität Leipzig, 1919).